# NGC 862
NGC 862 je galaksija u zviježđu Feniks.

## Vanjske poveznice
- SEDS: NGC 862